# Pure and Applied Chemistry
Pure and Applied Chemistry (skrócona nazwa Pure Appl. Chem.) – oficjalne czasopismo Międzynarodowej Unii Chemii Czystej i Stosowanej (IUPAC). Jest miesięcznikiem zawierającym rekomendacje dot. nomenklatury, symboli i jednostek oraz raporty i wykłady z sympozjów sponsorowanych przez IUPAC. Impact factor w 2014 roku wynosił 2,492.